# NGC 2182
NGC 2182 (również LBN 998) – mgławica refleksyjna znajdująca się w gwiazdozbiorze Jednorożca. Odkrył ją William Herschel 24 lutego 1786 roku. Mgławica ta otacza gwiazdę 9. wielkości SAO 132895.